# Seksendört
Seksendört war eine türkische Pop-Rock-Band aus Istanbul, die von 1999 bis 2020 existierte. Seit 2022 besteht die Band wieder.

## Geschichte
Die Band wurde im Jahr 1999 in Istanbul gegründet. 2005 erschien das Debütalbum Seksendört, 3 Jahre später das zweite Album K.G.B. Im Jahr 2006 gewann Seksendört einen Altın Kelebek Award in der Kategorie Beste Newcomer-Gruppe.
Mit dem im Jahr 2011 erschienenen Album Akıyor Zaman konnte die Band große Erfolge feiern. Vor allem die Songs Kendime Yalan Söyledim, Hayır Olamaz oder Söyle wurden Radiohits. Den Erfolg konnte Seksendört durch die Veröffentlichung mehrerer nachfolgender Singles wie Dokunma, Yorma oder Anlayamazsın festigen. 2012 entstand die Kollaboration Rüya mit der bekannten Pop-Sängerin Hande Yener. Das Original des Songs Rüya stammt von der deutsch-türkischen Rockband Ünlü, welche den Song bereits 1996 veröffentlicht hat.

## Diskografie

### Alben
- 2005: Seksendört
- 2008: K.G.B.
- 2011: Akıyor Zaman

### Kollaborationen
- 2012: Rüya (mit Hande Yener)

### EPs
- 2014: Faili Meçhul
- 2024: Bir Aşk

### Singles
| - 2005: Ölürüm Hasretinle - 2006: Affet - 2006: Sesimi Duymuyor Musun - 2006: Son Mektup - 2008: K.G.B. - 2008: Kara Gözlüm - 2009: Azap - 2009: Dört Duvar - 2010: Haber Yok - 2011: Hayır Olamaz - 2011: Söyle - 2011: Şimdi Hayat - 2012: Kendime Yalan Söyledim - 2012: Rüya (mit Hande Yener) - 2012: Dokunma | - 2013: Yağmur Yüreklim - 2014: Aklımı Geri Ver - 2014: Faili Meçhul - 2015: Hangimiz - 2015: Acemiler - 2016: Sarhoş Gibiyim - 2017: Uçalım Mı? - 2017: Yorma - 2018: Kendimi Kandıramam - 2018: Anlayamazsın - 2018: Yazıklar Olsun (Eylül ve Leyla'nın Anısına) - 2019: Eyvah - 2023: Yara - 2024: Dön - 2025: Eski Taptığın |

Quelle:

### Solo-Aufnahmen von Tuna Velibaşoğlu
- 2015: Kal Ölene Kadar
- 2015: Kırgın Çiçekler

## Auszeichnungen
- 2006: Altın Kelebek Award in der Kategorie Beste Newcomer-Gruppe
- 2013: Kral Türkiye Müzik Award in der Kategorie Beste Musikgruppe